# Нехворощанский сельский совет (Новосанжарский район)
Нехворощанский сельский совет (укр. Нехворощанська сільська рада) — входит в состав
Новосанжарского района
Полтавской области
Украины.
Административный центр сельского совета находится в 
с. Нехвороща.

## История
- 1963 — дата образования.

## Населённые пункты совета
- с. Нехвороща